# Meillac

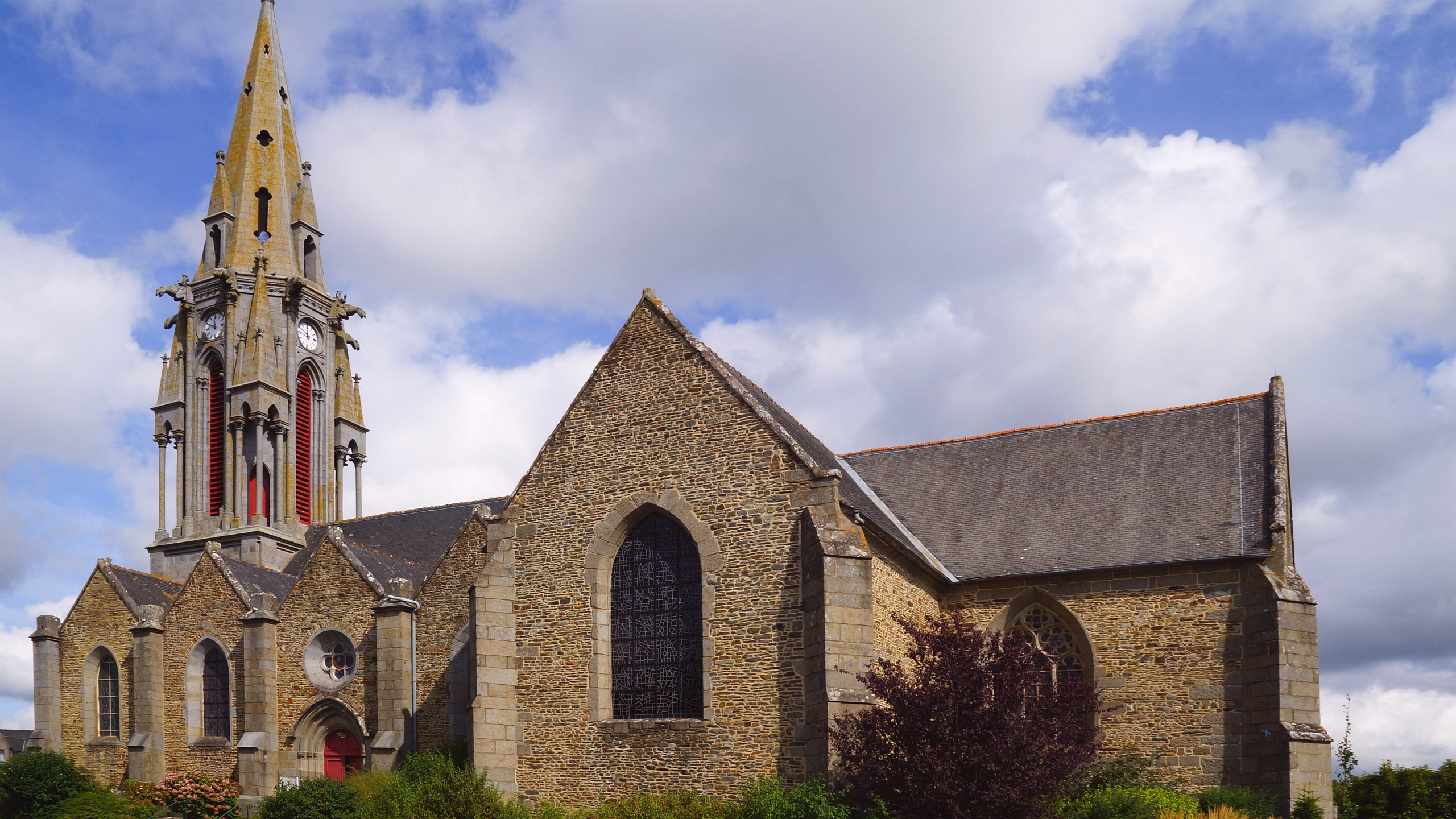
Chiesa St Martin di Meillac

Meillac è un comune francese di 1 707 abitanti situato nel dipartimento dell'Ille-et-Vilaine nella regione della Bretagna.

## Società

### Evoluzione demografica
Abitanti censiti